# آن جارفيس
آن جارفيس (بالإنجليزية: Ann Jarvis) هي ناشِطة أمريكية، ولدت في 30 سبتمبر 1832 في فرجينيا في الولايات المتحدة، وتوفيت في 9 مايو 1905 في فيلادلفيا في الولايات المتحدة.